# AdaCore
AdaCore è una società informatica che produce strumenti di sviluppo software open source per i linguaggi di programmazione Ada e SPARK. La società ha sede nordamericana a New York ed europea a Parigi. È stata fondata nel 1994 con il nome Ada Core Technologies (ACT), e nel 2004 ha effettuato un rebrand come AdaCore.
I principali prodotti di AdaCore sono i compilatori GNAT Pro e SPARK Pro, l'ambiente di sviluppo GNAT Programming Studio e il validatore CodePeer. I prodotti AdaCore sono distribuiti sotto licenza libera (GPL o GMGPL) e, come buona parte delle soluzioni software in linguaggio Ada, sono strumenti special purpose impiegati principalmente nello sviluppo di sistemi critici sistema real-time.